# Willem II van Provence
Willem II van Provence (981-1018), bijg. de Vrome, was een zoon van Willem I van Provence en van diens eerste echtgenote Arsendis van Comminges. Als kind volgde hij zijn vader in 993 op als graaf van Provence. In 1002 huwde hij met Gerberga, dochter van Otto Willem van Bourgondië, en werd de vader van:
- Willem IV
- Fulco Bertrand
- Godfried.

## Voorouders
| Voorouders van Willem II van Provence (-1015) | Voorouders van Willem II van Provence (-1015)                      | Voorouders van Willem II van Provence (-1015)                      | Voorouders van Willem II van Provence (-1015)                              | Voorouders van Willem II van Provence (-1015)                              | Voorouders van Willem II van Provence (-1015)                      | Voorouders van Willem II van Provence (-1015)                      | Voorouders van Willem II van Provence (-1015)                      | Voorouders van Willem II van Provence (-1015)                      |
| --------------------------------------------- | ------------------------------------------------------------------ | ------------------------------------------------------------------ | -------------------------------------------------------------------------- | -------------------------------------------------------------------------- | ------------------------------------------------------------------ | ------------------------------------------------------------------ | ------------------------------------------------------------------ | ------------------------------------------------------------------ |
| Overgrootouders                               | Rotbald I van Provence (910-966) ∞ ? (-)                           | Rotbald I van Provence (910-966) ∞ ? (-)                           | Karel Constantijn van Vienne (910-962) ∞ 960 Theutberga van Troyes (~900-) | Karel Constantijn van Vienne (910-962) ∞ 960 Theutberga van Troyes (~900-) | ? (-) ∞ ? (-)                                                      | ? (-) ∞ ? (-)                                                      | ? (-) ∞ ? (-)                                                      | ? (-) ∞ ? (-)                                                      |
| Grootouders                                   | Bosso II van Arles (910-966) ∞ Constance van Vienne (~925-~964)    | Bosso II van Arles (910-966) ∞ Constance van Vienne (~925-~964)    | Bosso II van Arles (910-966) ∞ Constance van Vienne (~925-~964)            | Bosso II van Arles (910-966) ∞ Constance van Vienne (~925-~964)            | ? (-) ∞ ? (-)                                                      | ? (-) ∞ ? (-)                                                      | ? (-) ∞ ? (-)                                                      | ? (-) ∞ ? (-)                                                      |
| Ouders                                        | Willem I van Provence (956-993) ∞ Arsendis van Comminges (950-983) | Willem I van Provence (956-993) ∞ Arsendis van Comminges (950-983) | Willem I van Provence (956-993) ∞ Arsendis van Comminges (950-983)         | Willem I van Provence (956-993) ∞ Arsendis van Comminges (950-983)         | Willem I van Provence (956-993) ∞ Arsendis van Comminges (950-983) | Willem I van Provence (956-993) ∞ Arsendis van Comminges (950-983) | Willem I van Provence (956-993) ∞ Arsendis van Comminges (950-983) | Willem I van Provence (956-993) ∞ Arsendis van Comminges (950-983) |